# 氯醛甜菜碱
氯醛甜菜碱（USAN、BAN：Chloral betaine；INN：Cloral betaine），是一种镇静催眠药。1963年由美赞臣在美国推出。它是一种含有水合氯醛的甜菜碱复合物，作为水合氯醛的长效制剂，然后代谢成三氯乙醇，三氯乙醇是其大部分或全部作用的原因。